# إيون بيلي
إيون بيلي (بالإنجليزية: Eion Bailey)‏ مواليد 8 يونيو 1976 في كاليفورنيا، الولايات المتحدة، هو ممثل أمريكي بدأ مسيرته الفنية عام 1997. كما أنه من الفائزين بجائزة إيمي.

## الأعمال
- بافي قاتلة مصاصي الدماء
- نادي القتال
- بالكاد مشهور
- عصبة الأخوة
- دون أثر
- إي آر
- سي اس آي: نيويورك
- نمبرز
- 30 روك
- من

## وصلات خارجية
- إيون بيلي على موقع IMDb (الإنجليزية)
- إيون بيلي على موقع ألو سيني (الفرنسية)
- إيون بيلي على موقع أول موفي (الإنجليزية)
- إيون بيلي على موقع قاعدة بيانات الأفلام السويدية (السويدية)
- إيون بيلي على موقع إن إن دي بي (الإنجليزية)
- إيون بيلي على موقع قاعدة بيانات الفيلم (الإنجليزية)
- إيون بيلي على موقع كينوبويسك (الروسية)